# Condado de Clarke (Mississippi)
O Condado de Clarke é um dos 82 condados do estado norte-americano do Mississippi. A sede de condado é Quitman, que é também a sua maior cidade.
O condado tem uma área de 1795 km² (dos quais 5 km² estão cobertos por água), uma população de 17 955 habitantes, e uma densidade populacional de 10,0 hab/km² (segundo o censo nacional de 2000). O condado foi fundado em 1812 e recebeu o seu nome em homenagem a Joshua G. Clarke, juiz e primeiro chanceler do estado do Mississippi.

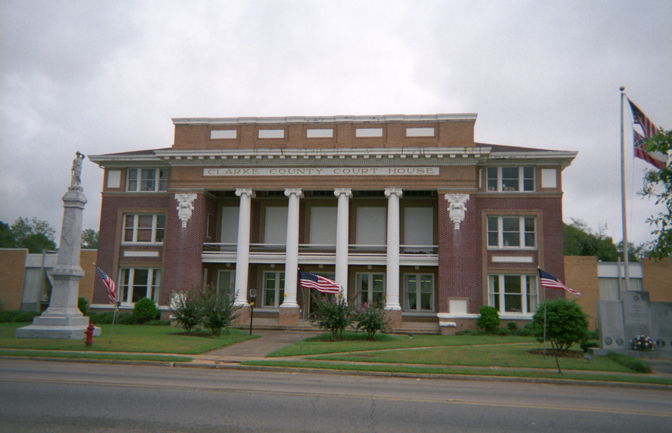
Tribunal do condado de Clarke em Quitman, Mississippi